# NG5
NG5（エヌジーファイブ、N.G.FIVE）は、1988年放送のテレビアニメ『鎧伝サムライトルーパー（以下、トルーパー）』の主要登場キャラクターに声をあてた男性声優5人によって、1989年に結成された声優ユニットである。声優がマルチ活動をするようになった先駆け的グループであるとも言われている。

## メンバー
- 草尾毅（真田 遼 - 烈火のリョウ役）
- 佐々木望（毛利 伸 - 水滸のシン役）
- 竹村拓（羽柴当麻 - 天空のトウマ役）
- 中村大樹（伊達征士 - 光輪のセイジ役）
- 西村智博（秀 麗黄 - 金剛のシュウ役）

## 概要
『トルーパー』に登場する美形の男性主要キャラクターに対して10 - 20歳代の女性アニメファンの人気が集中。その結果、同キャラクターの声を演じた声優にも人気が波及したことや、放送終了後に発売を控えていたOVAまでの半年間、獲得したファンを引き留めるためにユニットが結成され、ライブ活動などを行った。ユニットは大ヒットし、NG5の人気はアニメ業界だけでなく、『FNNスーパータイム』『地球発19時』など、多くの一般マスメディアで取り上げられるほどだった。
草尾によれば当初は声優個人としての活躍が強かったものの、人気の加熱につれ外部からの関係者の増加やメンバー同士の不協和音が始まりかけていた事もあり、解散。活動は2年弱に終わる。
名前の由来は、千葉耕市が「5人ともよくNGを出していたから」と発言したことに由来する。

## 関連作品
CD
- '89 HARIKIRI YOROI TOUR テレフォンショッキング （1989年11月5日発売）
- N.G.FIVE〜First&Final（1989年12月5日発売） - キングレコード
- スターチャイルド・オリジナル・カラオケシリーズ3 N.G.FIVE〜First&Final（1990年4月5日発売）

ビデオ
- TOKYO CITY めるへん - メンバー出演のドラマ。ビクター音楽産業
- N.G FIVE / サムライトルーパー5人集 N.G FIVE LIVE（1989年5月13日発売）
- N.G FIVE HARIKIRI ライブ（1989年11月5日発売）
  - TOKYO CITY めるへん 1（1990年3月15日発売）
  - TOKYO CITY めるへん 2（1990年9月25日発売）
  - TOKYO CITY めるへん 3 チャンプ SHOUT編（1990年12月21日発売）
  - TOKYO CITY めるへん 3 チャンプ FLASH篇（1991年1月10日発売）

メイキング&写真集
- 東京シティめるへん - ビデオ『TOKYO CITY めるへん』のメイキング&写真集。ビクター音楽産業
  - 東京シティめるへん by NG-FIVEファースト写真集（1990年3月発売） - ISBN 4893890190
  - 東京シティめるへん2 青春フラグメント（1990年10月発売） - ISBN 4893890298

アニメ
- 桃太郎伝説 - メンバー5人全員が声をあて、主題歌も歌っている。